# ماروآلوپوتی
ماروآلوپوتی (به لاتین: Maroalopoty) یک منطقهٔ مسکونی در ماداگاسکار است که در Ambovombe District واقع شده‌است.
 ماروآلوپوتی  ۱۶٬۰۰۰ نفر جمعیت دارد.